# Distretto regionale di Central Okanagan
Il distretto regionale di Central Okanagan (RDCO) è un distretto regionale della Columbia Britannica, Canada di 162.276 abitanti, che ha come capoluogo Kelowna.

## Comunità
- Città e comuni
  - Kelowna
  - Lake Country
  - Peachland
  - Westbank
- Villaggi e aree esterne ai comuni
  - Westside Electoral Area
  - Central Okanagan I
- Riserve
  - Duck Lake 7
  - Tsinstikeptum 9
  - Tsinstikeptum 10